# The Rox Medley
The Rox Medley – singel szwedzkiego duetu Roxette. Został wydany w czerwcu 2006 r. jako singel promujący album The Rox Box / Roxette 86–06.

## Lista utworów
CDS
1. "The Rox Medley" 4:43